# O-Zone
O-Zone este o formație de muzică pop din Republica Moldova compusă din Dan Bălan, Radu Sîrbu și Arsenie Todiraș. 
La un an de la lansarea melodiei Dragostea din tei în România, cei trei de la O-Zone au lansat acest superhit în toată Europa, ajungând pe prima poziție în 27 de țări ale lumii. O-Zone au fost 13 săptămâni pe locul 1 în Eurocharts și s-au vândut peste 8 milioane de discuri.
Deși considerat cel mai de succes grup din Europa în anul 2003-2004, cei de la O-Zone s-au retras în anul 2005. Cei trei membri ai formației s-au lansat fiecare în proiecte individuale, continuând cariere solo. Apoi aceștia s-au reunit pentru prima dată după o perioadă îndelungată de la despărțire pe 9 mai 2017, când au avut două concerte, mai întâi la Chișinău, apoi la București. Ultima dată aceștia au avut concert de Revelion în noaptea de 2019 spre 2020.

## Istoric
O-Zone s-a înființat în 1999 la Chișinău în componența Dan Bălan - Petru Jelihovschi, dar după plecarea lui Petru, Dan l-a cunoscut pe Arsenie colegul lui de la canto și au făcut un casting pentru al treilea membru. După câteva zile distanță,  Radu Sirbu l-a contact pe Dan dintr-un anunț de ziar pentru castingul unui membru al trupei. Radu s-a prezentat la casting unde pe loc după ce a cântat a fost direct acceptat ca fiind cel de al treilea membru. Cei trei membri s-au lansat în anul 1999 în Republica Moldova și în România .  Discografia trupei conține trei albume " Dar unde ești " lansat în 1999 , " Number 1 " editat în 2001 și lansat pe 5 Septembrie 2002 , iar " DiscO-Zone" lansat în 6 iunie 2004 . Albumele lor au fost lansate în București .   
Cei 3 membri și-au spus adio după 6 ani de colaborare în 12 ianuarie 2005 din cauza scandalurilor și a neînțelegerilor financiare, și fiecare au decis să se lanseze în cariere solo.   
În data de 14 februarie 2005, JudecSectorului 2 București l-a obligat pe Bogdan Popoiag  membru al trupei <<Unu>> să plătească liderului trupei O-Zone, Dan Bălan, daune morale, pentru repararea prejudiciul de imagine cauzat de declarațiile din presă prin care a susținut că ar fi compozitorul piesei “Dragostea din tei”. Este a două oară când instanța se pronunță în disputa dintre Dan Bălan și Bogdan Popoiag. Tribunalul București a respins cererea de chemare în judecată formulată de către Bogdan Popoiag împotriva compozitorului Dan Bălan, având ca obiect stabilirea calității de compozitor al piesei “Dragostea din tei”. În realitate, Bogdan Popoiag a fost angajat de Casa de Discuri a trupei O-Zone pentru a realiza orchestrația piesei, iar la un an după lansare, când piesă a devenit hit internațional, a declanșat un scandal de presă pretinzând că ar fi și compozitorul acesteia.
Dan Bălan, 30 de ani, a lansat o versiune în limba engleză a piesei de succes Dragostea din tei în 2004: "Ma-Ya-Hi" (English Version: Dan Bălan feat. Lucas Prata). El a anunțat că va lansa un album rock la New York, dar ultima veste este că ar dori să se întoarcă în România și să reînființeze trupa O-Zone în altă componență.

## Recepție
Trio-ul s-a axat pe stilurile dance și eurodance, iar melodiile lor au ajuns pe primul loc în topurile din România, Republica Moldova și internaționale.
Melodia "Dragostea din tei" a fost prelucrat și a devenit popular în aproape toate țările asiatice: Japonia, Indonezia, Taiwan etc.

## Discografie

### Albume de studio
| An   | Informații                                                                                    | Poziții în topuri | Poziții în topuri | Poziții în topuri | Poziții în topuri | Poziții în topuri | Poziții în topuri | Poziții în topuri | Poziții în topuri | Poziții în topuri | Poziții în topuri | Poziții în topuri | Certificări                                               |
| An   | Informații                                                                                    | AUT               | DE                | FIN               | FRA               | GER               | JA                | NL                | NOR               | POL               | POR               | SWI               | Certificări                                               |
| ---- | --------------------------------------------------------------------------------------------- | ----------------- | ----------------- | ----------------- | ----------------- | ----------------- | ----------------- | ----------------- | ----------------- | ----------------- | ----------------- | ----------------- | --------------------------------------------------------- |
| 1999 | Dar, unde ești... - Lansat: 2 septembrie 1999 - Label: Media Services - Format: CD            | —                 | —                 | —                 | —                 | —                 | —                 | —                 | —                 | —                 | —                 | —                 |                                                           |
| 2002 | Number 1 - Lansat: 17 august 2002 - Casă de discuri: Media Services - Format: CD              | —                 | —                 | —                 | —                 | —                 | —                 | —                 | —                 | —                 | —                 | —                 |                                                           |
| 2003 | DiscO-Zone - Lansat: 13 august 2003 - Casă de discuri: Polydor - Format: CD, digital download | 15                | 9                 | 3                 | 15                | 16                | 1                 | 41                | 3                 | 5                 | 1                 | 7                 | Aur (CE) Aur (FR) 3× Platină (JA) Platină (POR) Aur (SWI) |

### Discuri single
| An   | Single                    | Poziția maximă | Poziția maximă | Poziția maximă | Poziția maximă | Poziția maximă | Poziția maximă | Poziția maximă | Poziția maximă | Poziția maximă | Poziția maximă | Poziția maximă | Poziția maximă | Poziția maximă | Poziția maximă | Poziția maximă | Poziția maximă | Poziția maximă | Certificări |
| An   | Single                    | AUT            | B/FL           | B/VA           | DE             | EU             | FIN            | FRA            | GER            | IRL            | ITA            | NL             | NOR            | RO             | SP             | SUE            | SWI            | UK             | Certificări |
| ---- | ------------------------- | -------------- | -------------- | -------------- | -------------- | -------------- | -------------- | -------------- | -------------- | -------------- | -------------- | -------------- | -------------- | -------------- | -------------- | -------------- | -------------- | -------------- | --- |
| 2002 | „Numai tu”                | —              | —              | —              | —              | —              | —              | —              | —              | —              | —              | —              | —              | ?              | —              | —              | —              | —              | |
| 2002 | „Despre tine”             | —              | —              | —              | —              | —              | —              | —              | —              | —              | —              | —              | —              | 1              | —              | —              | —              | —              | |
| 2003 | „Dragostea din tei”       | 1              | 2              | 1              | 1              | 1              | 2              | 1              | 1              | 1              | 17             | 1              | 1              | 1              | 1              | 3              | 1              | 3              | Platină (AUT) Aur (BE) Aur (DE) Diamant (FR) 2× Platină (GE) Platină (NL) 2× Platină (NOR) Aur (SWE) Platină (SWI) |
| 2004 | „Despre tine” (re-lansat) | 4              | 35             | 9              | 4              | ?              | 14             | 2              | 9              | —              | 8              | 27             | 1              | —              | 19             | 7              | 9              | —              | Aur (FR) |
| 2004 | „De ce plâng chitarele”   | —              | —              | —              | —              | —              | —              | 17             | —              | —              | —              | —              | —              | —              | —              | —              | —              | —              | |